# 留守儿童
留守儿童是指由于父母一方或双方外出去城镇打工而被留在家乡或寄宿在农村亲戚家中，长期与父母过着分开居住、生活的儿童。 

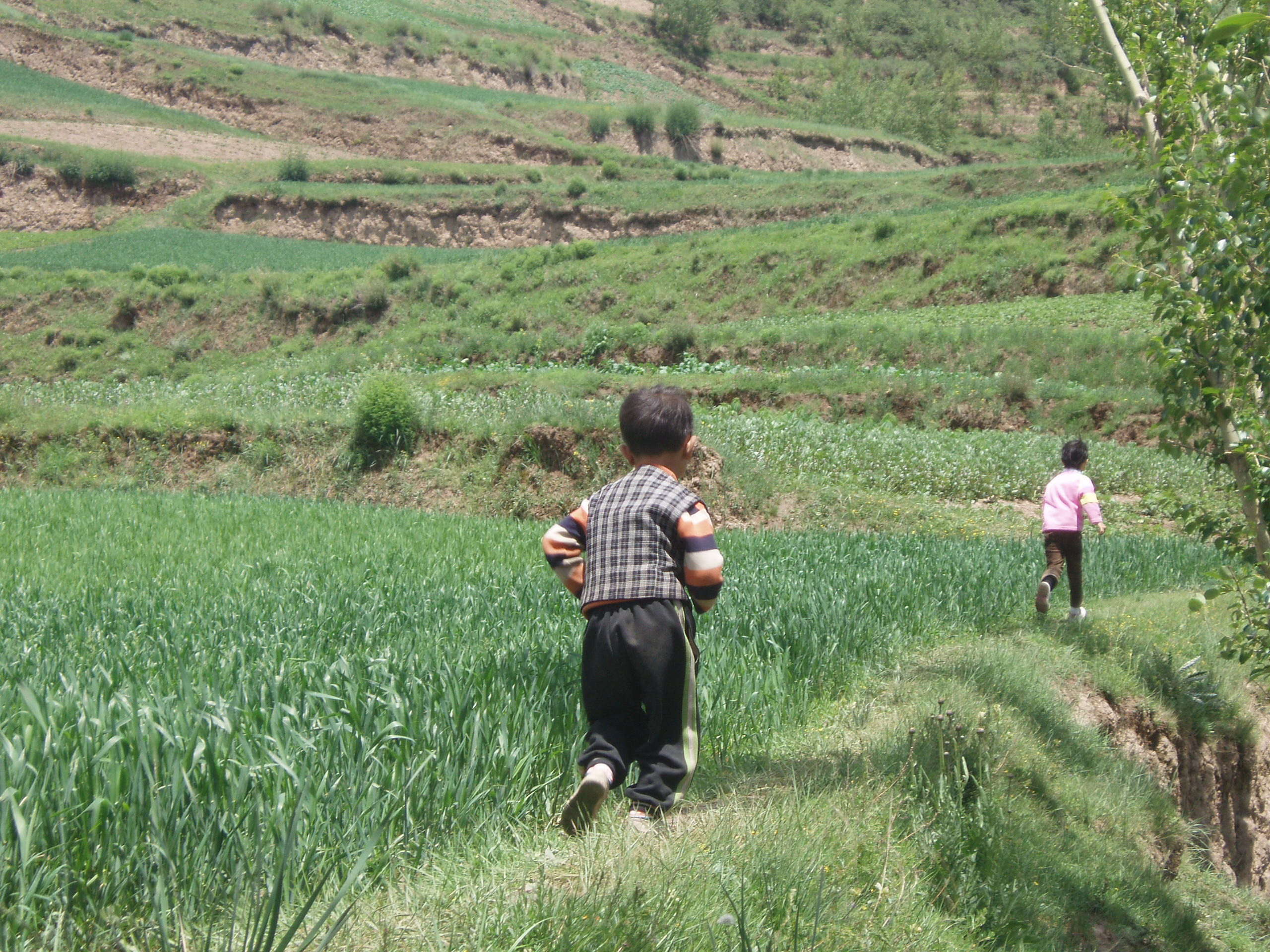
留守儿童

留守儿童的现象，也是近年中國出现的严重社會現象。这些孩子所居住的农村往往缺乏社会和经济基础设施，而这些设施更容易在城市地区获取。其出现是由于现代化的发展而导致大批农村剩余劳动力向城市转移，是中国目前城乡二元体系松动的产物。在留守家庭中，父母需外出到城市打工以维持生计，但由于无法担负过高的城市生活成本而不能接孩子进城或留在身边。但其出现的社会现象是该时期留守在家的儿童正处于成长发育时期，由于与父母的分开而缺少必要的思想指导和观念的塑造，更是缺少父母的关注与呵护而导致留守儿童出现孤僻内向、情绪消极、自觉性差、胆小怕事等心理缺陷。更严重的是，在一些地方，甚至出现了“留守童工”的现象。据2000年第五次人口普查资料显示，中国农村留守儿童已近2000万人。据2013年5月发布的一份中国官方机构的调查显示，留守儿童据估算已超过6000万。 留守儿童的比例大约为20%，即平均5个中国儿童中有一个是留守儿童。留守兒童為中國社會的一大隱憂，這6千萬人在缺乏照顧及家庭教育下，形成各種人格或心理缺憾，成年後更可能隨父母腳步，繼續被社會邊緣化，難免引發各種社會問題。

## 歷史
自1980年來，中國經濟改革令農村勞動人口往城市遷移，以換取更好的經濟條件。但於戶籍制度下，農村出生的人口無法於城市獲得相關的社會福利保障或免費教育。因此，外出工作的父／母／父母逼於無奈下必須把兒女獨留於家鄉，造成留守兒童的社會問題。
2004首次於人民日報、光明日報、中國青年報等全國性報章報導後，引起廣泛關注，各項調查工作亦相繼開始。

## 現況
根據中國2010年第六次人口普查，推算出全國有6102.55萬留守兒童，佔農村兒童的37.7％及全國兒童的21.88%。他們分佈不僅分佈於中國中西部經濟不發達的城市，亦分佈於江蘇、廣東、山東等經濟發達的省份。中國的西南西北地區的留守兒童問題較中部或東部嚴重。但值得注意的是，四個地區中，有女童的家庭（於一孩政策下，大部分家庭只有一女或男童）中，母親外出的比例較高。此可歸因於重男輕女的傳統中，生女童的家庭面臨較大壓力，導致外出打工。甚或母親因生女童而導致離婚，迫不得已外出工作。近60%留守兒童不清楚父母的工作，30%的兒童一年只能見父母1-2次，15%兒童甚至一年見不到父母一次。10%的留守兒童每三個月與父母聯繫一次、10%的兒童每年只能與父母聯繫1-2次、4.3%（即約262萬）學生一整年都沒有與父母聯繫。總而言每年與父母聯繫少於3-4次的學生有1518萬。

## 影響
留守兒童主要面對安全及心理健康的問題。普遍來說，人們都假設留守兒童是有問題的群體。

### 安全問題
在2014年的研究中，發現49.2%留守兒童曾遭遇意外傷害，比非留守兒童高7.9百分比。遭遇割傷、燒傷燙傷、被貓狗抓傷咬傷及墜落摔傷也分別比非留守兒童高出5.3, 1.6, 3.9及3.1百分比 。留守兒童的住院率也較高，兒科的新入院患者中，留守兒童佔了61%（4280例） 。2013-2014年間，媒體曝光的女童性侵案件高達192起，其中留守女童受侵害案件占55.2%。
貴州畢節是其中一個留守兒童受意外的重災區，包括2012年5名兒童因避寒，於垃圾箱內生火取暖導致一氧化碳中毒死亡（2012年貴州畢節兒童死亡事件）、2014年12名女童被男教師強姦，當中11位為留守兒童。2015年4名留守兒童喝農藥集體自殺（2015年貴州畢節兒童死亡事件）。其他案例分別為：
2010年，陝西扶風縣杏林鎮5名六年級學生相約到古廟喝農藥自殺。2名經搶救後脫險，3人無事。當中4名為留守兒童。
2011年6月，西安藍田縣孟村鄉的10歲留守兒童告訴哥哥要喝農藥自殺，半小時後喝了半斤敵敵畏自殺身亡。此事不單是關於留守兒童的問題，也涉及課業太多、老師體罰的問題。事後父母不敢再把哥哥留下，帶著他到新疆工作的地方一起住。
2013年6月，江西省南昌市生米鎮三名留守兄妹於池塘戲水時不幸遇溺身亡，父母當時均在外地打工。
2014年1月，安徽望江縣的留守少年因接到媽媽電話說今年不能回家過年，在屋外廁所自縊。
2014年4月，12名女童控訴學校老師威脅她們後加以性侵，其中11名為留守兒童。
2015年6月，湖南省衡陽市衡陽縣。兩姐妹在放學路上被人投毒致死，凶手是鎮上12歲的留守女孩陳曉雯。她在交代了自己投毒殺死兩個女孩的過程後，多次詢問陪同的老師：「我什麼時候可以回去上學？」可見她對於生命、犯罪、法律全然沒有概念。換言之，在最該被好好教育的年紀，沒有人告訴他們甚麼是對甚麼是錯。
2015年10月，湖南邵陽邵東縣三名在校學生，入室搶劫當地小學宿舍，持木棒毆打一名看守宿舍的女教師並致其死亡，搶走其手機及2,000元人民幣。案發後，三人並未逃跑，他們拿著搶劫來的錢，到縣城網吧打了一個通宵的遊戲。被捕時一個在上學，而另兩個則仍在網吧玩。
2016年6月，陝西省寶雞市眉縣兩名留守兒童誤把農藥當作飲料，服下後半小時送院搶救無效。

### 心理健康
以下為留守兒童主要的心理及行為特點：
1. 於自我意識方面，他們可能有嚴重的自卑感，對自身的智力、外貌評價偏低(部分会偏高)，但又明顯地表現得自我中心，听不进人家说话。
2. 情緒不穩定，容易有身心症（即身體出現如胸悶、心悸、頭痛、偏頭痛、氣喘、皮膚搔癢、胃潰瘍，或與精神有關的疲勞、頭痛、注意力不集中、肌肉或關節痛、記憶力減退、沮喪或焦慮等症狀，藥物無法根治，相信與個人情緒問題有關）及敵對行為。患焦慮或抑鬱的比例高於其他兒童。另外，年紀愈小或女性較常出現以上問題。女生較常感到煩躁、無故發脾氣。總體的迷惘及煩亂指數較非留守兒童高。
3. 把挫折歸因於自己以外的人或事，並以幻想、合理化、退避等不合理方式應對
4. 對父母充滿怨恨，盲目反抗，部分会报复
5. 於人際關係方面，他們表現得較內向，較常受欺負／攻擊。同時亦出現為人較偏執或強迫他人的清況。
6. 於學業方面，他們的學業成績容易下滑，男生厭學、逃學或綴學的比例亦較高。
7. 有較多不良行為，如抽煙、酗酒，甚至違法行為如賭博、偷竊或搶劫。
8. 寄宿的留守兒童生活習慣較差，對生活的滿意度相對低。
9. 母親外出的留守兒童於以上問題表現得較多／嚴重。

但不同的留守兒童表現有較大差別，視乎其抗逆能力，亦令留守兒童的成績兩極化。母子分離的時間、分離時的年齡、其性別、年級、與父母的溝通方式及頻率等因素亦令留守兒童有著個體的差別。
教師對班級上留守兒童的數量、清況等均不清楚，其估算班上留守兒童的數量大大低於實際上的數量。他們只注意到有情緒或行為問題的留守兒童。
西北及西南地區的農村兒童的情緒狀態明顯較東部及中部地區的兒童消極。

#### 自殺傾向
根據一項小型研究，14-16歲的兒童中，37% 曾有自殺念頭、12%曾計劃自殺、6.3%曾有自殺行為。若父母均在家，其子女有自殺念頭的約是30%，若父或母外出打工的話，留守兒童產生自殺念頭的機會超過6成。

#### 犯罪率
根据《中国青年报》2016年发布的一项调查，2006年至2015年10年间，涉及留守儿童的舆情事件共计239起，其中22.59%为留守儿童犯罪舆情，当中包含44起杀人事件、5起强奸事件、4起盗窃事件、1起吸毒事件。2024年1月，河北省邯郸市发生一起13岁学生被三名同学勒索后杀害并埋尸的事件，当中犯案的三名未成人均属于农民工的留守儿童，父母常年在外打工，平日都是和祖父母一起生活，事件再度引起社会对留守儿童犯罪问题的关注。
而北京大学国家发展研究院经济学教授张丹丹团队于2022年在行为经济学顶刊《经济行为与组织杂志》上发表的研究文章，留守儿童成年之后，其入狱概率也会比非留守儿童高约1.8至2.5个百分点。